# Mimetriidae
Mimetriidae is een familie uit de orde van de zeeanemonen (Actiniaria). De familie is voor het eerst wetenschappelijk beschreven door Fautin, Eppard & Mead in 1988. De familie omvat 1 geslachten en 1 soorten.